# اولگا سیرابکینا
اولگا سیرابکینا (به روسی: Ольга Юрьевна Серябкина) (زاده ۱۲ آوریل ۱۹۸۵) خواننده-ترانه‌پرداز روس است.
او از ابتدای تشکیل گروه سربرو تا سال ۲۰۱۹ عضو آن بود. سیرابکینا در ۴ آوریل ۲۰۱۹ اولین آلبوم استودیویی خود با نام نهنگ قاتل در آسمان را منتشر کرد.